# Tricogamia
Tricogamia é uma modalidade de fecundação típica das Rodophyta (algas vermelhas) na qual uma espermacio (gâmeta masculino) e um carpogónio, um gametângio feminino dotado de tricogino.